# كيرلي فوكس
كيرلي فوكس (بالإنجليزية: Curly Fox)‏ هو كاتب أغاني أمريكي، ولد في 9 نوفمبر 1910 في غرايسفيل في الولايات المتحدة، وتوفي في 10 نوفمبر 1995 في ناشفيل في الولايات المتحدة.

## وصلات خارجية
- كيرلي فوكس على موقع IMDb (الإنجليزية)
- كيرلي فوكس على موقع ميوزك برينز (الإنجليزية)
- كيرلي فوكس على موقع ديسكوغز (الإنجليزية)